# Сухецький Андрій Тарасович
Андрій Тарасович Сухецький (нар. 11 лютого 1993) — український футболіст, захисник канадського клубу Торонто Фальконс.

## Життєпис
Займатися футболом розпочав у 7 років. Першим тренером у місцевій ДЮСШ став Володимир Михайлович Васильчишин.
Вихованець клубу «БРВ-ВІК» з Володимир-Волинського. У 2010 році перейшов до тернопільської ДЮСШ, де виступав під керівництвом Василя Олександровича Матвійківа.
Дорослу футбольну кар'єру розпочав 2011 року в складі золочівського «Сокола», за який провів 2 матчі в аматорському чемпіонаті України. У 2011 році виїхав до Польщі, де став гравцем клубу четвертої ліги «Гетьман» (Влощова). Згодом захищав кольори інших представників IV ліги Польщі: «Орлич» (Сухеднюв), «Пилиця» (Пшедбуж) та «Гальняк» (Маків-Підгалянський). У перерві між виступами за вище вказані клуби, в 2013 році, виступав за «Сокіл» (с. Ямпіль) у чемпіонаті Львівської області. У 2015 році грав за «Астру» (Спитковіце). У 2016 році повернувся до України, де підсилив представника аматорську «Ниву» (Тернопіль). У 2017 році виступав за іншого представника аматорського чемпіонату України, «Агрона-ОТГ».
На початку липня 2017 року перейшов у «Тернопіль». У футболці «городян» дебютував 9 липня 2017 року в програному (3:5, серія післяматчевих пенальті) поєдинку 1-го попереднього раунду кубку України проти волочиського «Агробізнесу». Андрій вийшов на поле в стартовому складі та відіграв увесь матч, а на 65-й хвилині отримав жовту картку. У Другій лізі чемпіонату України дебютував 15 липня 2017 року в програному (0:3) виїзному поєдинку 1-го туру проти стрийської «Скали». Сухецький вийшов на поле в стартовому складі та відіграв увесь матч. У липні — серпні 2017 року зіграв 4 матчі в Другій лізі та 1 поєдинок у кубку України.
8 вересня 2017 року перейшов до складу теребовлянської «Ниви», яка виступала в аматорському чемпіонаті України. У 2019 році знову виїхав за кордон. Цього перейшов до складу представника Канадської футбольної ліги «Юкрейн Юнайтед». У своєму дебютному сезоні за «українську команду» дійшов до фіналу плей-оф КСЛ, в якому команда Сухецького програла «Скарборо».В червні 2023 року приєднався до клубу Торонто Фальконс, що виступає в Canadian Soccer league.

## Досягнення
- Кращий захисник Тернопільської області (2018)

«Юкрейн Юнайтед»
- Канадська футбольна ліга (CSL)
  -  Срібний призер (1): 2019